# Traubisoda
A Traubisoda (becenevén Traubi) Magyarországon 1971 óta – kis kihagyással – gyártott üdítőital, amelyet a sajtóban „az első korszerű magyar üdítőként” emlegetnek. A mustsűrítményből készült szőlőízű üdítőitalokat Magyarországon, Ausztriában és Horvátországban forgalmazzák. A Traubisoda védjegye(i) és a gyártók cégnevei tárgyában a rendszerváltást követően közel két évtizeden át jogviták folytak.

## Története

### 1971 és 1990 között
1971-ben a Badacsonyi Állami Gazdaság (BÁG) úgy kezdte meg a Traubisoda nevű üdítőital gyártását a balatonvilágosi üzemében, hogy használati engedélyt kapott a Traubisoda név használatára. A Traubisoda védjegy eredeti jogosultja az osztrák Lenz Moser nevű, borokkal foglalkozó cég volt Magyarországon és a madridi megállapodás számos országában. A gyártás a Lenz Moser céggel kötött bartermegállapodás alapján jött létre. A partnercég később csődbe ment, így 1986-ban a szintén osztrák Warimpex AG-vel kötöttek megállapodást. Az 1970-es és 1980-as évek során a termék nagy népszerűségnek örvendett, gyártásába időközben a csányi, a kunbajai és a debreceni állami gazdaság is bekapcsolódott.

### 1990 után

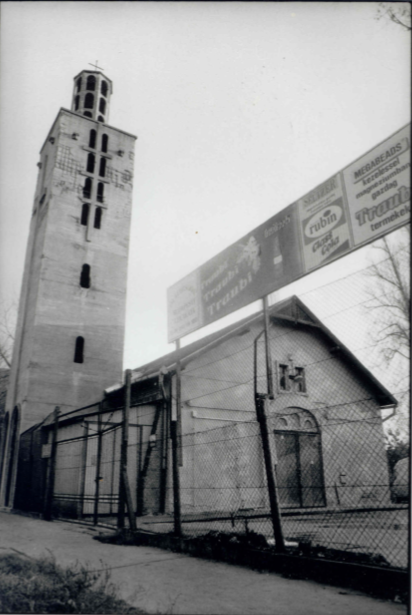
A márka termékeinek egyik raktára a Vajda Péter utcai, korábban evangélikus templomban volt. Az épületet azóta elbontották. A tornyot meghagyták

A rendszerváltást követően, az 1990-es évek elejére – főként a konkurencia megerősödése miatt – a kereslet jelentősen csökkent. A Badacsonyi Állami Gazdaságot 1992–1993 között az Állami Vagyonügynökség privatizálta, és pályázatot írtak ki rá, amelynek eredménye az lett, hogy az üzemet – a licencjoggal együtt – az Egyesült Államokból Magyarországra települt, a magyarországi ortodox zsidó közélet alakjaként is számon tartott Salamon Berkowitz vállalkozó cége, a debreceni Centráls Kft. 1993 februárjában megvásárolta. A vállalat 1995-ben az üzemet és a védjegyet eladta a szintén Berkowitz által vezetett Traubi Hungária Rt.-nek, amely megkezdte az üdítőital gyártását.
1994 decemberében a magyarországi üzemre vonatkozó licencszerződés lejárt, és a Debreceni Állami Gazdaság is magánkézbe került. Mindeközben 1995-ben a debreceni székhelyű Ráthonyi Kft. is gyártani kezdte a Traubisodát, ehhez a jogot – a Lenz Moser csődbemenetele után az aroma szállítását végző – osztrák Warimpex AG-tól vette meg. Ettől kezdve a két fél – a Traubi Hungária Rt. és a Ráthonyi Kft. – hosszas jogvitába kezdett a Traubi márkanév használatát illetően. 2000 februárjában a Legfelsőbb Bíróság kimondta, hogy a Traubi Hungária Rt. nem használhatja a nevében a Traubi vezérszót, s több bírósági döntés is megerősítette, hogy az üdítőitalnak a Traubisoda, illetve Traubi név alatti gyártásával védjegybitorlást követ el. A cégnévhasználatra vonatkozóan a cég perújítási kérelmet nyújtott be, ezt azonban a Fővárosi Bíróság 2002 szeptemberében elutasította. 2004 őszén a Fővárosi Bíróság jogerősen megállapította, hogy Berkowitz vállalata jogszerűtlenül birtokolja a Traubi-védjegyet. A 2000-es névhasználati ítélet hatására a vállalat 2005-ben, a bírósági döntés után elrendelt törvényességi eljárás keretében Tra-Üdi Tradicionális Üdítőital-gyártó Rt.-re változtatta a nevét. 2007-ben a Centráls Kft. ellen felszámolási eljárást indítottak.
2009-ben a Tra-Üdi Zrt. azt kérte a cégbíróságtól, hogy visszaváltoztathassa nevét. 2010 novemberében a Fővárosi Ítélőtábla jogerős döntést hozott, miszerint Salamon Berkowitz cége az üdítőital névhasználati jogának birtokosa, így a vállalat neve Traubi Hungária Tradicionális Üditő-gyártó Zrt. lett. 2010 februárjában a bíróság a cég ellen felszámolási eljárást kezdeményezett. A Traubit azóta vörös szőlő és cukormentes verzióban is gyártják.

### Jogerős ítélet
2016 februárjában a Veszprémi Törvényszék áru hamis megjelölése és iparjogvédelmi jogok megsértése miatt bűnösnek mondta ki  Salamon Berkowitzot és fiát, Moses Berkowitzot és másfél millió, illetve 750 ezer forintra büntették őket. Ezen felül 15 millió forintos pénzbírsággal sújtották a felszámolás alatt álló Tra-Üdi Zrt.-t, a két amerikai férfi családi cégét.
A Fővárosi Ítélőtábla már 2011-ben jogerősen kimondta, hogy Salamon Berkowitz cégei 1998 óta jogosulatlanul gyártottak Traubi, Traubisoda és Tra-Üdi néven üdítőket. Berkowitzék több százmillió forinttal károsították meg a magyar államot, és magáncégeket, és nagyrészt megakadályozták, hogy a tartozásokat behajtsák rajtuk. Az ítélőtábla ítéletében tényként szerepel, hogy 1993 óta  a Traubisoda védjegy tulajdonosa az osztrák Warimpex AG, és 1995 óta a debreceni Ráthonyi Kft. rendelkezik a kizárólagos használati joggal.

### 2025-től
2025. március 25-től a Márka Üdítőgyártó Kft. újra kezdte gyártani a Traubisodát, március 28-tól az eredeti íz mellett a kékszőlős és cukormentes változatban is kapható.